# Saint-Martin-des-Landes
Pour les articles homonymes, voir Saint-Martin.
Saint-Martin-des-Landes est une commune française, située dans le département de l'Orne en région Normandie, peuplée de 187 habitants.

## Géographie
| Carrouges                   | Carrouges                   | Chahains              |
| Lignières-Orgères (Mayenne) | Saint-Martin-des-Landes     | Saint-Ellier-les-Bois |
| Lignières-Orgères (Mayenne) | Lignières-Orgères (Mayenne) | Ciral                 |

### Hydrographie
La commune est traversée par la ligne de partage des eaux entre les bassins hydrographiques Seine-Normandie et Loire-Bretagne. Elle est drainée par l'Udon, la Haie Portée, le cours d'eau 01 de la Gondonnière, le fossé 01 de Bellaunay, le fossé 04 de la Fleurière et le ruisseau de Rohan,.
L'Udon, d'une longueur de 28 km, prend sa source dans la commune de Chahains et se jette  dans l'Orne en limite de Sevrai et d'Écouché-les-Vallées, après avoir traversé dix communes. 
Un plan d'eau complète le réseau hydrographique : l'étang des Noës (13,81 ha),.

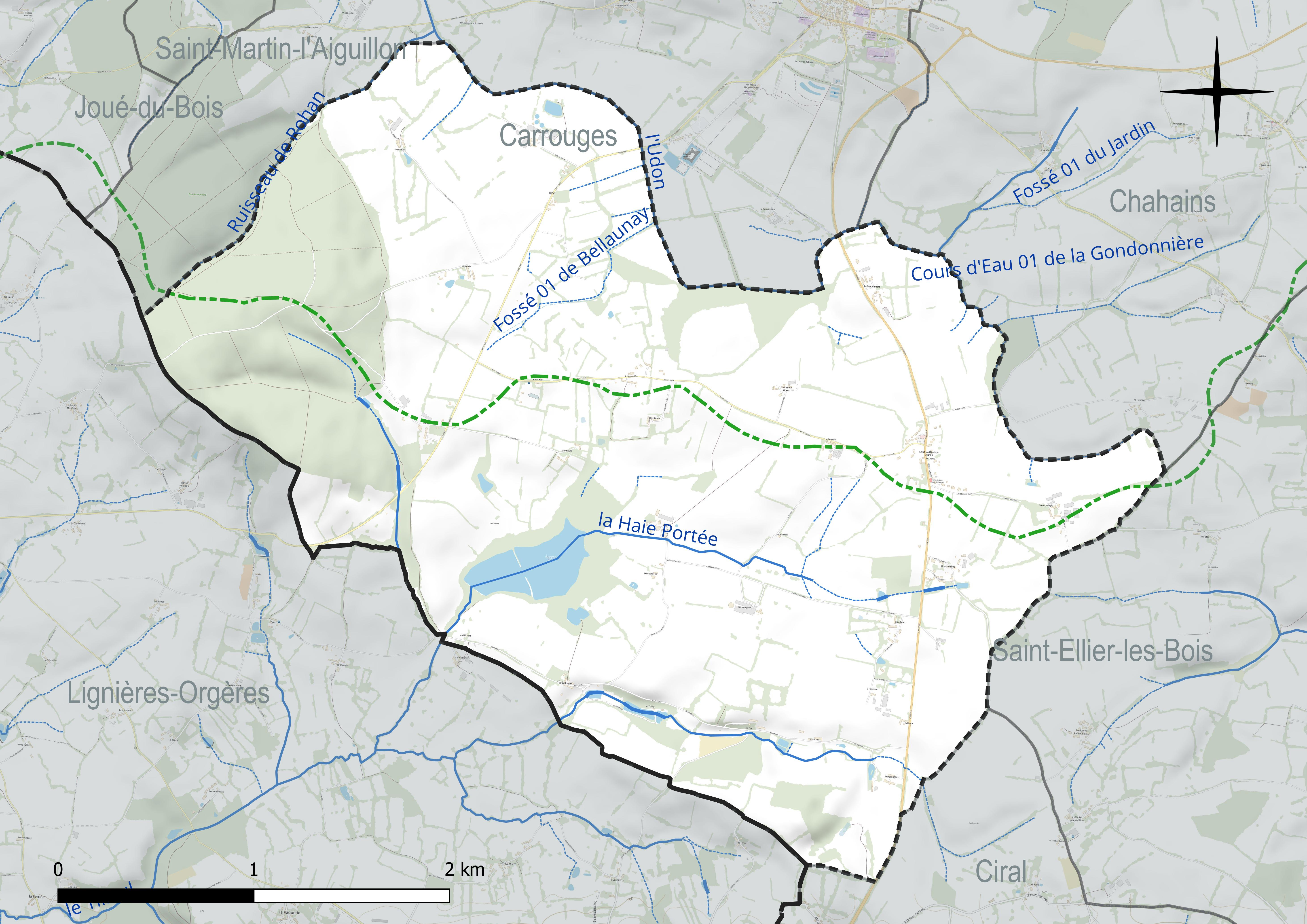
Réseau hydrographique de Saint-Martin-des-Landes.

### Climat
Pour des articles plus généraux, voir Climat de la Normandie et Climat de l'Orne.
En 2010, le climat de la commune est de type climat océanique altéré, selon une étude du CNRS s'appuyant sur une série de données couvrant la période 1971-2000. En 2020, Météo-France publie une typologie des climats de la France métropolitaine dans laquelle la commune est exposée à un climat océanique et est dans la région climatique Normandie (Cotentin, Orne), caractérisée par une pluviométrie relativement élevée (850 mm/a) et un été frais (15,5 °C) et venté. Parallèlement le GIEC normand, un groupe régional d’experts sur le climat, différencie quant à lui, dans une étude de 2020, trois grands types de climats pour la région Normandie, nuancés à une échelle plus fine par les facteurs géographiques locaux. La commune est, selon ce zonage, exposée à un « climat contrasté des collines », correspondant au Bocage normand, bien arrosé, voire très arrosé sur les reliefs les plus exposés au flux d’ouest, et frais en raison de l’altitude.
Pour la période 1971-2000, la température annuelle moyenne est de 10 °C, avec une amplitude thermique annuelle de 14,1 °C. Le cumul annuel moyen de précipitations est de 899 mm, avec 13,1 jours de précipitations en janvier et 7,7 jours en juillet. Pour la période 1991-2020, la température moyenne annuelle observée sur la station météorologique la plus proche, située sur la commune d'Alençon à 21 km à vol d'oiseau, est de 11,3 °C et le cumul annuel moyen de précipitations est de 743,7 mm,. Pour l'avenir, les paramètres climatiques de la commune estimés pour 2050 selon différents scénarios d’émission de gaz à effet de serre sont consultables sur un site dédié publié par Météo-France en novembre 2022.

## Urbanisme

### Typologie
Au 1er janvier 2024, Saint-Martin-des-Landes est catégorisée commune rurale à habitat très dispersé, selon la nouvelle grille communale de densité à sept niveaux définie par l'Insee en 2022.
Elle est située hors unité urbaine. Par ailleurs la commune fait partie de l'aire d'attraction d'Alençon, dont elle est une commune de la couronne,. Cette aire, qui regroupe 89 communes, est catégorisée dans les aires de 50 000 à moins de 200 000 habitants,.

### Occupation des sols
L'occupation des sols de la commune, telle qu'elle ressort de la base de données européenne d’occupation biophysique des sols Corine Land Cover (CLC), est marquée par l'importance des territoires agricoles (87,7 % en 2018), une proportion identique à celle de 1990 (87,7 %). La répartition détaillée en 2018 est la suivante : terres arables (50,7 %), prairies (37 %), forêts (12,3 %). L'évolution de l’occupation des sols de la commune et de ses infrastructures peut être observée sur les différentes représentations cartographiques du territoire : la carte de Cassini (XVIIIe siècle), la carte d'état-major (1820-1866) et les cartes ou photos aériennes de l'IGN pour la période actuelle (1950 à aujourd'hui).

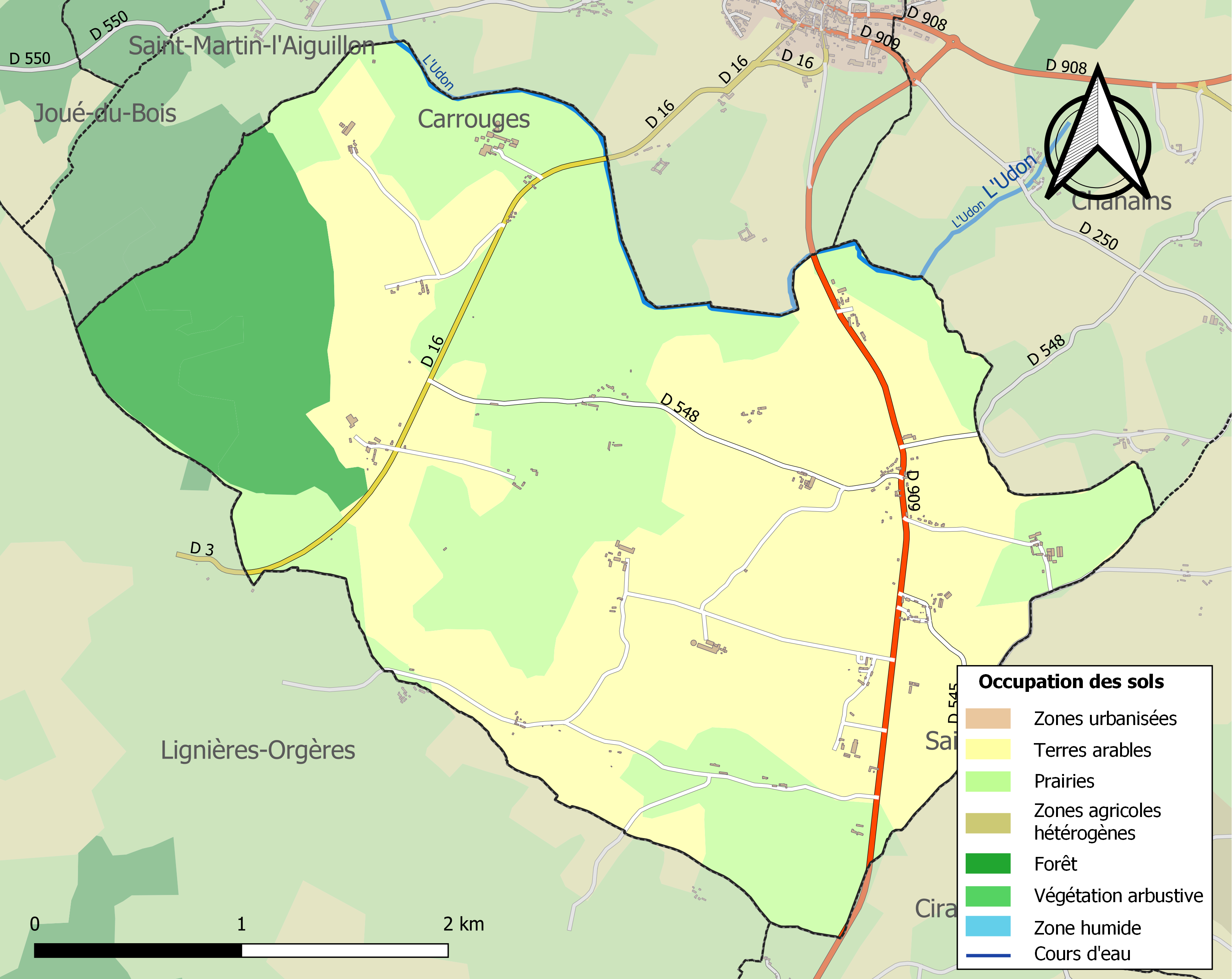
Carte des infrastructures et de l'occupation des sols de la commune en 2018 (CLC).

## Toponymie
Le nom de la localité est attesté sous la forme Sanctus Martinus de Landis vers 1335.
La paroisse était dédiée à Martin de Tours, évêque du IVe siècle, un des saints les plus vénérés de la chrétienté.
 Le substantif landes issu du gaulois (langue) landa désigne en toponymie des lieux arides comparativement aux territoires environnants. Il est en outre à rapprocher du toponyme  voisin La Lande-de-Goult.
Au moment de la Révolution de 1789, la commune s'est appelée Les Landes de Carrouges.
Le gentilé est Saint-Martinois.

## Histoire

### Préhistoire

#### Paléolithique

##### Paléolithique supérieur (45 000-12 000av. J.-C.)
Vers 40 000 av. J.-C., dans un contexte froid mais de redoux, on trouve des traces de néandertaliens. À Saint-Martin-des-Landes ont été retrouvés de ses outils; des silex de type biface, d'autres silex de type levallois, et des racloirs.
Vers 35 000 av. J.-C., arrivée des premiers Homo sapiens en Normandie, mais il n'existe pas encore de trace avérée dans l'Orne.
Vers 20 000 av. J.-C., le dernier maximum glaciaire rend la vie quasi-impossible, ce qui entraine la disparition totale de Néandertal de la région.
Vers 12 000 av. J.-C.,  les azilien ont laissé quelques traces d'outils de chasse (pointes de lances).

#### Mésolithique (12 000-5 500av. J.-C.)-
Cette période correspond au réchauffement du climat, et les techniques de chasse évoluent avec le développement de l'arc au détriment de la lance. À Saint-Martin-des-Landes ainsi qu'à Saint-Ellier-les-Bois ont été retrouvés des nucléus, des lamelles, des grattoirs, des perçoirs, et des armatures.

## Politique et administration
| Période                                  | Période  | Identité         | Étiquette | Qualité     |
| ---------------------------------------- | -------- | ---------------- | --------- | ----------- |
| 1995                                     | En cours | Bernard Besniard | SE        | Agriculteur |
| Les données manquantes sont à compléter. |          |                  |           |             |

Le conseil municipal est composé de onze membres dont le maire et deux adjoints.

## Démographie
L'évolution du nombre d'habitants est connue à travers les recensements de la population effectués dans la commune depuis 1793. Pour les communes de moins de 10 000 habitants, une enquête de recensement portant sur toute la population est réalisée tous les cinq ans, les populations de référence des années intermédiaires étant quant à elles estimées par interpolation ou extrapolation. Pour la commune, le premier recensement exhaustif entrant dans le cadre du nouveau dispositif a été réalisé en 2005.
En 2022, la commune comptait 187 habitants, en évolution de −11,79 % par rapport à 2016 (Orne : −3,21 %, France hors Mayotte : +2,11 %).
Au premier recensement républicain, en 1793, Saint-Martin-des-Landes comptait 478 habitants, population jamais atteinte depuis.
| 1793 | 1800 | 1806 | 1821 | 1836 | 1841 | 1846 | 1851 | 1856 |
| ---- | ---- | ---- | ---- | ---- | ---- | ---- | ---- | ---- |
| 478  | 386  | 407  | 404  | 431  | 424  | 425  | 406  | 368  |

| 1861 | 1866 | 1872 | 1876 | 1881 | 1886 | 1891 | 1896 | 1901 |
| ---- | ---- | ---- | ---- | ---- | ---- | ---- | ---- | ---- |
| 375  | 394  | 354  | 342  | 325  | 308  | 281  | 274  | 264  |

| 1906 | 1911 | 1921 | 1926 | 1931 | 1936 | 1946 | 1954 | 1962 |
| ---- | ---- | ---- | ---- | ---- | ---- | ---- | ---- | ---- |
| 253  | 241  | 237  | 239  | 232  | 222  | 228  | 221  | 193  |

| 1968 | 1975 | 1982 | 1990 | 1999 | 2005 | 2006 | 2010 | 2015 |
| ---- | ---- | ---- | ---- | ---- | ---- | ---- | ---- | ---- |
| 187  | 145  | 152  | 173  | 178  | 183  | 188  | 203  | 210  |

| 2020 | 2022 | - | - | - | - | - | - | - |
| ---- | ---- | - | - | - | - | - | - | - |
| 190  | 187  | - | - | - | - | - | - | - |

## Lieux et monuments
- L'église Saint-Martin, du XIXe siècle, abrite un ensemble autel-retable du XVIIIe classé à titre d'objet des Monuments historiques[29].